# Guckkasten
A Guckkasten (koreaiul: 국카스텐) egy dél-koreai rockegyüttes, amelyet 2003-ban alapított Ha Hjonu (ének, gitár), Csong Juho (gitár), I Dzsonggil (dobok) és Kim Dzsinok (basszusgitár) The C.O.M (koreaiul: 더 컴) néven. A zenekar 2004-ben a tagok kétéves sorkatonai szolgálata miatt feloszlott. 2007-ben újra összeálltak, kivéve Kim Dzsinokot, akit Kim Gibom váltott a basszusgitárosi pozícióban. Első stúdióalbumuk 2009. február 4-én jelent meg Guckkasten címmel, amit 2010. április 20-án egy bónusz dallal kiegészítve újra kiadtak.
Koul (거울; Tükör) című dalukkal elnyerték a 7. Korean Music Awards legjobb rockdalnak járó díjat, de emellett hazavihették az év újoncának járó díjat is.

## Diszkográfia

### Stúdióalbumok
| Cím        | Adatok                                                                                |
| ---------- | ------------------------------------------------------------------------------------- |
| Guckkasten | - Megjelent: 2009. február 4. - Kiadó: Blue Entertainment - Formátum: CD (CMDC-8347)  |
| Guckkasten | - Megjelent: 2010. április 20. - Kiadó: Blue Entertainment - Formátum: CD (MBMC-0087) |

### Középlemezek
| Cím       | Adatok                                                                                 |
| --------- | -------------------------------------------------------------------------------------- |
| Tagträume | - Megjelent: 2010. december 7. - Kiadó: Blue Entertainment - Formátum: CD (5212RS-014) |

### Kislemezek
| Cím        | Adatok                                                                                     | Album      |
| ---------- | ------------------------------------------------------------------------------------------ | ---------- |
| Guckkasten | - Megjelent: 2008. december 30. - Kiadó: Blue Entertainment - Formátum: Digitális letöltés | Guckkasten |
| Montage    | - Megjelent: 2012. június 18. - Kiadó: Blue Entertainment - Formátum: Digitális letöltés   | TBA        |

## Díjak és elismerések
| Év   | Jelölt             | Díj                                                         | Eredmény |
| ---- | ------------------ | ----------------------------------------------------------- | -------- |
| 2003 | The C.O.M.         | Samzi Sound Festival for Hidden Whiz Award                  | Elnyerte |
| 2007 | Guckkasten         | Samzi Sound Festival for Hidden Whiz Award                  | Elnyerte |
| 2008 | Guckkasten         | EBS Space Sympathy for Hello Rookie of June                 | Elnyerte |
| 2008 | Guckkasten         | Samzi Sound Festival Murim Whiz Award                       | Elnyerte |
| 2008 | Guckkasten         | EBS Space Sympathy Grand Award for Hello Rookie of the Year | Elnyerte |
| 2010 | Guckkasten         | 7th Korean Music Awards for Rookie of the Year              | Elnyerte |
| 2010 | Koul (거울; Tükör) | 7th Korean Music Award for Best Rock Song Award             | Elnyerte |